# Pierre Deval (Konsul)

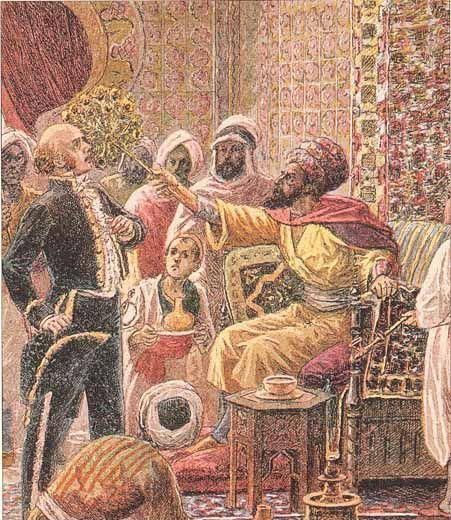
Dey Hussein bedient sich des Fliegenwedels.

Pierre Deval (* 1758; † 1829) war von 1814 bis 1827 französischer Generalkonsul in Algerien. Er wurde bekannt für die diplomatische Kränkung an ihm durch das damals noch formell zum Osmanischen Reich gehörende Algerien. Dieser Vorfall lieferte den Vorwand für die französische Invasion Algeriens 1830.
Pierre Deval entstammte einer Familie, die seit 1716 eine Reihe Dragomane hervorbrachte, die im diplomatischen Dienst für Frankreich im Osmanischen Reich standen.
Während der Napoleonischen Kriege profitierte die Regentschaft von Algier stark vom Mittelmeerhandel und den massiven Nahrungsmittelimporten nach Frankreich, die größtenteils durch Kredite finanziert wurden.
Hussein Dey – Algeriens letzter osmanischer Statthalter – forderte die Rückzahlung einer 31 Jahre alten Verbindlichkeit für Nahrungsmittellieferungen zur Versorgung der französischen Armee während Napoleons Ägyptenfeldzug. Diese Nahrungsmittellieferungen waren ursprünglich vom in Paris ansässigen Handelsunternehmen Bacri und Busnach finanziert worden. Diese Unternehmer waren gebürtige algerische Juden, und als die Rückzahlung ausblieb, sprang der damalige Dey von Algier  ein.
Hussein Dey schrieb als rechtmäßiger Nachfolger des Kreditgebers an König Ludwig XVIII., allerdings ohne Erfolg.
Am 29. April 1827 gab Hussein Dey einen Empfang, zu dem auch der französische Konsul Pierre Deval erschien. Dey Hussein sprach den Konsul auf die horrenden Schulden an und verlangte einen Grund für die ablehnende Haltung der französischen Regierung. Deval entgegnete daraufhin, „dass seine Regierung auf keinen Fall antworten würde, weil sie es für unnütz hielte“. Auf diesen Affront hin versetzte Dey Hussein dem Konsul drei Schläge mit seinem Fliegenwedel und wies ihn aus dem Gebäude.
Der inzwischen herrschende König Karl X nutzte diesen Vorfall, um die diplomatischen Beziehungen abzubrechen und im Jahre 1830 Algerien zu erobern. Die französische Herrschaft sollte die nächsten 132 Jahre andauern.